# Seneferucafe
| s | nfr | f · r | w |

Seneferucafe foi um príncipe egípcio que viveu durante a 4ª dinastia. Era filho do príncipe Nefermaate II e de uma mulher desconhecida e, portanto, neto da princesa Nefertecau I. Foi nomeado depois do bisavô, o faraó Seneferu. Seneferucafe tinha dois filhos e foi enterrado na mastaba G 7070, em Gizé.

## Títulos
Sua lista completa de títulos era:
| Título       | Tradução                                             | Ano  |
| ------------ | ---------------------------------------------------- | ---- |
| iry-pˁt      | príncipe/nobre hereditário, 'guardião dos patrícios' | 1157 |
| mniw nḫn     | protetor/guardião de Nequém/Hieracômpolis            | 1597 |
| mdw ḥp       | pastor de Ápis                                       | 1699 |
| rȝ p nb      | boca de todo Peite/Butite                            | 1831 |
| ḫtm(ty)-bity | selador do Rei do Baixo Egito                        | 2775 |
| zȝ nswt      | filho do rei                                         | 2911 |
| smr wˁty     | único companheiro                                    | 3268 |

Traduções e índices de Dilwyn Jones.